# Camerouns kvindefodboldlandshold
Camerouns kvindefodboldlandshold er det nationale fodboldhold for kvinder i Cameroun. Det administreres af Fédération Camerounaise de Football.

## Resultater

### VM i fodbold
| VM i fodbold for kvinder | VM i fodbold for kvinder | VM i fodbold for kvinder | VM i fodbold for kvinder | VM i fodbold for kvinder | VM i fodbold for kvinder | VM i fodbold for kvinder | VM i fodbold for kvinder | VM i fodbold for kvinder |
| År                       | Runde                    | Position                 | K                        | V                        | U                        | T                        | Mål+                     | Mål-                     |
| ------------------------ | ------------------------ | ------------------------ | ------------------------ | ------------------------ | ------------------------ | ------------------------ | ------------------------ | ------------------------ |
| 1991                     | Kvalificerede sig ikke   | Kvalificerede sig ikke   | Kvalificerede sig ikke   | Kvalificerede sig ikke   | Kvalificerede sig ikke   | Kvalificerede sig ikke   | Kvalificerede sig ikke   | Kvalificerede sig ikke   |
| 1995                     | Trak sig                 | Trak sig                 | Trak sig                 | Trak sig                 | Trak sig                 | Trak sig                 | Trak sig                 | Trak sig                 |
| 1999                     | Kvalificerede sig ikke   | Kvalificerede sig ikke   | Kvalificerede sig ikke   | Kvalificerede sig ikke   | Kvalificerede sig ikke   | Kvalificerede sig ikke   | Kvalificerede sig ikke   | Kvalificerede sig ikke   |
| 2003                     | Kvalificerede sig ikke   | Kvalificerede sig ikke   | Kvalificerede sig ikke   | Kvalificerede sig ikke   | Kvalificerede sig ikke   | Kvalificerede sig ikke   | Kvalificerede sig ikke   | Kvalificerede sig ikke   |
| 2007                     | Kvalificerede sig ikke   | Kvalificerede sig ikke   | Kvalificerede sig ikke   | Kvalificerede sig ikke   | Kvalificerede sig ikke   | Kvalificerede sig ikke   | Kvalificerede sig ikke   | Kvalificerede sig ikke   |
| 2011                     | Kvalificerede sig ikke   | Kvalificerede sig ikke   | Kvalificerede sig ikke   | Kvalificerede sig ikke   | Kvalificerede sig ikke   | Kvalificerede sig ikke   | Kvalificerede sig ikke   | Kvalificerede sig ikke   |
| 2015                     | Ottendedelsfinale        | 11.                      | 4                        | 2                        | 0                        | 2                        | 9                        | 4                        |
| 2019                     | Ottendedelsfinale        | 15.                      | 4                        | 1                        | 0                        | 3                        | 3                        | 8                        |
| 2023                     | TBD                      | TBD                      | TBD                      | TBD                      | TBD                      | TBD                      | TBD                      | TBD                      |
| Total                    | 2/9                      | -                        | 8                        | 3                        | 0                        | 5                        | 12                       | 12                       |

| VM i fodbold historik | VM i fodbold historik | VM i fodbold historik | VM i fodbold historik | VM i fodbold historik | VM i fodbold historik           |
| År                    | Runde                 | Dato                  | Modstander            | Resultat              | Stadion                         |
| --------------------- | --------------------- | --------------------- | --------------------- | --------------------- | ------------------------------- |
| 2015                  | Gruppespil            | 8. juni               | Ecuador               | V 6–0                 | BC Place, Vancouver             |
| 2015                  | Gruppespil            | 12. juni              | Japan                 | T 1–2                 | BC Place, Vancouver             |
| 2015                  | Gruppespil            | 16. juni              | Schweiz               | V 2–1                 | Commonwealth Stadium, Edmonton  |
| 2015                  | Ottendedelsfinale     | 20. juni              | Kina                  | T 0–1                 | Olympisk Stadion Montreal       |
| 2019                  | Gruppespil            | 10. juni              | Canada                | T 0–1                 | Stade de la Mosson, Montpellier |
| 2019                  | Gruppespil            | 15. juni              | Holland               | T 1–3                 | Stade du Hainaut, Valenciennes  |
| 2019                  | Gruppespil            | 20. juni              | New Zealand           | V 2–1                 | Stade de la Mosson, Montpellier |
| 2019                  | Ottendedelsfinale     | 23. juni              | England               | L 0–3                 | Stade du Hainaut, Valenciennes  |

### Sommer-OL
| Fodbold under sommer-OL | Fodbold under sommer-OL    | Fodbold under sommer-OL    | Fodbold under sommer-OL    | Fodbold under sommer-OL    | Fodbold under sommer-OL    | Fodbold under sommer-OL    | Fodbold under sommer-OL    |                            |
| År                      | Runde                      | K                          | V                          | U                          | T                          | Mål+                       | Mål-                       |                            |
| ----------------------- | -------------------------- | -------------------------- | -------------------------- | -------------------------- | -------------------------- | -------------------------- | -------------------------- | -------------------------- |
| 1996                    | Trak sig i kvalifikationen | Trak sig i kvalifikationen | Trak sig i kvalifikationen | Trak sig i kvalifikationen | Trak sig i kvalifikationen | Trak sig i kvalifikationen | Trak sig i kvalifikationen | Trak sig i kvalifikationen |
| 2000                    | Kvalificerede sig ikke     | Kvalificerede sig ikke     | Kvalificerede sig ikke     | Kvalificerede sig ikke     | Kvalificerede sig ikke     | Kvalificerede sig ikke     | Kvalificerede sig ikke     | Kvalificerede sig ikke     |
| 2004                    | Kvalificerede sig ikke     | Kvalificerede sig ikke     | Kvalificerede sig ikke     | Kvalificerede sig ikke     | Kvalificerede sig ikke     | Kvalificerede sig ikke     | Kvalificerede sig ikke     | Kvalificerede sig ikke     |
| 2008                    | Kvalificerede sig ikke     | Kvalificerede sig ikke     | Kvalificerede sig ikke     | Kvalificerede sig ikke     | Kvalificerede sig ikke     | Kvalificerede sig ikke     | Kvalificerede sig ikke     | Kvalificerede sig ikke     |
| 2012                    | Gruppespil                 | 3                          | 0                          | 0                          | 3                          | 1                          | 11                         |                            |
| 2016                    | Kvalificerede sig ikke     | Kvalificerede sig ikke     | Kvalificerede sig ikke     | Kvalificerede sig ikke     | Kvalificerede sig ikke     | Kvalificerede sig ikke     | Kvalificerede sig ikke     | Kvalificerede sig ikke     |
| 2020                    | TBD                        | TBD                        | TBD                        | TBD                        | TBD                        | TBD                        | TBD                        | TBD                        |
| Total                   | 1/7                        | 3                          | 0                          | 0                          | 3                          | 1                          | 11                         |                            |

### Afrikamesterskabet i fodbold for kvinder
| Afrikamesterskabet i fodbold for kvinder | Afrikamesterskabet i fodbold for kvinder | Afrikamesterskabet i fodbold for kvinder | Afrikamesterskabet i fodbold for kvinder | Afrikamesterskabet i fodbold for kvinder | Afrikamesterskabet i fodbold for kvinder | Afrikamesterskabet i fodbold for kvinder | Afrikamesterskabet i fodbold for kvinder |                         |
| År                                       | Runde                                    | K                                        | V                                        | U                                        | L                                        | Mål+                                     | Mål-                                     |                         |
| ---------------------------------------- | ---------------------------------------- | ---------------------------------------- | ---------------------------------------- | ---------------------------------------- | ---------------------------------------- | ---------------------------------------- | ---------------------------------------- | ----------------------- |
| 1991                                     | Sølv                                     | 2                                        | 0                                        | 0                                        | 2                                        | 0                                        | 6                                        |                         |
| 1995                                     | Trak sig i kvartfinalen                  | Trak sig i kvartfinalen                  | Trak sig i kvartfinalen                  | Trak sig i kvartfinalen                  | Trak sig i kvartfinalen                  | Trak sig i kvartfinalen                  | Trak sig i kvartfinalen                  | Trak sig i kvartfinalen |
| 1998                                     | 4. plads                                 | 4                                        | 2                                        | 0                                        | 2                                        | 7                                        | 13                                       |                         |
| 2000                                     | Gruppespil                               | 3                                        | 1                                        | 0                                        | 2                                        | 4                                        | 6                                        |                         |
| 2002                                     | Bronze                                   | 5                                        | 2                                        | 2                                        | 1                                        | 7                                        | 5                                        |                         |
| 2004                                     | Sølv                                     | 5                                        | 1                                        | 3                                        | 1                                        | 8                                        | 10                                       |                         |
| 2006                                     | 4. plads                                 | 5                                        | 1                                        | 2                                        | 2                                        | 6                                        | 10                                       |                         |
| 2008                                     | 4. plads                                 | 5                                        | 2                                        | 1                                        | 2                                        | 4                                        | 6                                        |                         |
| 2010                                     | 4. plads                                 | 5                                        | 2                                        | 1                                        | 2                                        | 7                                        | 11                                       |                         |
| 2012                                     | Bronze                                   | 5                                        | 2                                        | 1                                        | 2                                        | 6                                        | 5                                        |                         |
| 2014                                     | Sølv                                     | 5                                        | 3                                        | 0                                        | 2                                        | 5                                        | 4                                        |                         |
| 2016                                     | Sølv                                     | 5                                        | 4                                        | 0                                        | 1                                        | 6                                        | 1                                        |                         |
| 2018                                     | Bronze                                   | 5                                        | 3                                        | 2                                        | 0                                        | 10                                       | 4                                        |                         |
| 2020                                     |                                          |                                          |                                          |                                          |                                          |                                          |                                          |                         |
| Total                                    | 12/13                                    | 54                                       | 23                                       | 12                                       | 19                                       | 70                                       | 81                                       |                         |

## Aktuel trup
Følgende 23 spillere blev indkaldt til VM i fodbold for kvinder 2019.
Landstræner: Alain Djeumfa
| 0#0 | Pos. | Spiller               | Fødselsdag (alder)         | Klub                 |
| --- | ---- | --------------------- | -------------------------- | -------------------- |
| 1   | MÅ   | Annette Ngo Ndom      | 2. juni 1985 (39 år)       | Amazone FAP          |
| 16  | MÅ   | Isabelle Mambingo     | 10. april 1991 (33 år)     | Sunshine Queens F.C. |
| 23  | MÅ   | Marthe Ongmahan       | 12. juni 1992 (32 år)      | AWA FC               |
| 2   | FO   | Christine Manie       | 4. maj 1984 (40 år)        | AS Nancy             |
| 4   | FO   | Yvonne Leuko          | 20. november 1991 (33 år)  | Strasbourg           |
| 5   | FO   | Augustine Ejangue     | 19. januar 1989 (36 år)    | Arna-Bjørnar         |
| 6   | FO   | Estelle Johnson       | 21. juli 1988 (36 år)      | Sky Blue FC          |
| 11  | FO   | Aurelle Awona         | 2. februar 1993 (32 år)    | Dijon FCO            |
| 12  | FO   | Claudine Meffometou   | 1. juli 1990 (34 år)       | Guingamp             |
| 15  | FO   | Ysis Sonkeng          | 20. september 1989 (35 år) | Amazone FAP          |
| 8   | MI   | Raissa Feudjio        | 29. oktober 1995 (29 år)   | Granadilla           |
| 10  | MI   | Jeannette Yango       | 12. juni 1993 (31 år)      | US Saint-Malo        |
| 13  | MI   | Charlène Meyong       | 19. november 1998 (26 år)  | Louves Miniproff     |
| 14  | MI   | Ninon Abena           | 5. september 1994 (30 år)  | Louves Miniproff     |
| 19  | MI   | Marlyse Ngo Ndoumbouk | 3. januar 1985 (40 år)     | AS Nancy             |
| 20  | MI   | Genevieve Ngo         | 10. marts 1993 (31 år)     | Amazone FAP          |
| 3   | AN   | Ajara Nchout          | 12. januar 1993 (32 år)    | Vålerenga            |
| 7   | AN   | Gabrielle Onguéné     | 25. februar 1989 (36 år)   | ZFK CSKA Moscow      |
| 9   | AN   | Madeleine Ngono Mani  | 16. oktober 1983 (41 år)   | CSFA Ambilly         |
| 17  | AN   | Gaëlle Enganamouit    | 9. juni 1992 (32 år)       | Kontraktløs          |
| 18  | AN   | Henriette Akaba       | 7. juni 1992 (32 år)       | Amazone FAP          |
| 21  | AN   | Alexandra Takounda    | 7. juli 2000 (24 år)       | Éclair de Sa’a       |
| 22  | AN   | Michaela Abam         | 12. juni 1997 (27 år)      | Paris FC             |